# Traci Lords
 (janvier 2023).
Si vous disposez d'ouvrages ou d'articles de référence ou si vous connaissez des sites web de qualité traitant du thème abordé ici, merci de compléter l'article en donnant les références utiles à sa vérifiabilité et en les liant à la section « Notes et références ».
Traci Lords [ˈtɹeɪsi lɔɹdz] née Nora Louise Kuzma (elle changea ultérieurement d'état civil), est une actrice américaine, née le 7 mai 1968 à Steubenville (Ohio).
Traci Lords fut l’une des plus grandes stars du cinéma pornographique américain des années 1980. Elle est restée célèbre pour le scandale qu’elle provoqua en 1986 lorsque le FBI découvrit qu’elle avait tourné la quasi-totalité de ses films alors qu'elle était mineure, ce qui mit fin à sa carrière. Elle a par la suite réussi à se reconvertir avec un certain succès dans le cinéma et le show business « traditionnels », apparaissant assez régulièrement dans des téléfilms et films de série B depuis 1988.

## Biographie[2]

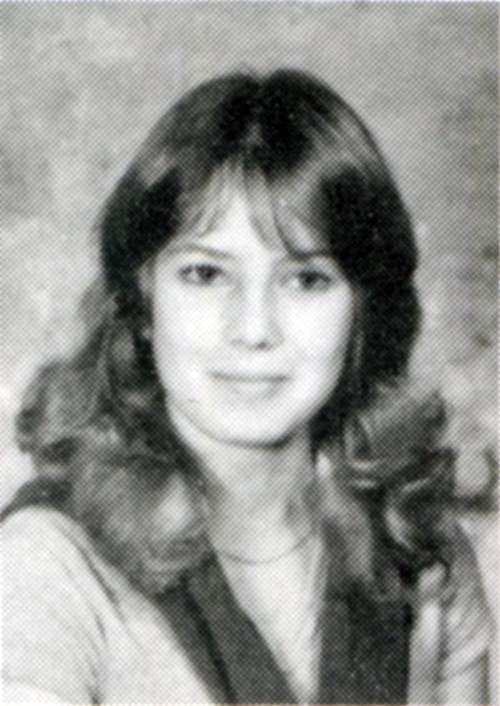
Traci Lords en 1983, en première année de lycée

Deuxième enfant d’une famille de quatre filles, elle naît en 1968 à Steubenville, petite ville de l’Ohio. Elle reçoit une éducation conservatrice et religieuse et chante tous les dimanches dans le chœur de l’église. Elle mène toutefois une enfance difficile au sein d'une famille pauvre et obligée de déménager régulièrement.
Son enfance est bouleversée lorsqu´à l'âge de dix ans, elle est violée dans un champ par un voisin âgé de seize ans qui était aussi son petit ami de l'époque (plus tard, durant son adolescence, elle sera également abusée par son beau-père). Cet événement, qu’elle tiendra secret jusqu’en 1994 et qu’elle exorcisera ensuite par une chanson, Father's Field (Champ paternel), incluse dans l’album 1000 Fires, fut peut-être à l’origine du basculement de sa vie :

« Tout était beau avant cet instant. Quand cela se produit, vous êtes fascinée, puis embarrassée, horrifiée et, pour finir, honteuse. Ce genre d’événement vous fait mûrir vite, très vite. Vous n’avez plus votre place à l’école, vous n’êtes plus comme les autres, vous en savez trop. »

Peu de temps après, sa mère divorce et emmène les quatre petites filles vivre à Redondo Beach en Californie. Là, Traci se métamorphose. Elle s’habille de vêtements sexy, sort avec des garçons, consomme de l’alcool et commence à poser pour des photos de charme. Le résultat ne se fait pas attendre. Elle provoque un scandale et quitte l'école après que l'un de ses camarades eut découvert et dénoncé son activité. En 1984, elle a recours à son premier avortement.
Le saut vers le cinéma pornographique se produit ensuite avec une évidence toute naturelle :

« J’en avais assez de coucher avec des mecs horribles pour obtenir des séances photos minables. C’était finalement beaucoup plus rentable de se taper de vrais mecs devant des caméras »

Comme elle n'a que seize ans, elle prend l'identité d'une de ses amies, Christy Lee Nussman, qui en a vingt-deux. Elle adopte alors le pseudonyme de Traci Lords en hommage à Jack Lord, acteur de séries télévisées, qui lui valut son premier orgasme en se masturbant devant la photo accrochée au mur de sa chambre. Elle tourne son premier film, What Gets Me Hot!, de Richard Mailer qui est un succès immédiat.
Elle devient une très grande star du cinéma pornographique, la mieux payée du métier, ce qui lui permet de poser ses exigences : elle ne tourne que huit heures par jour, a sa maquilleuse personnelle, choisit ses partenaires et les scènes dans lesquelles elle apparaît. Elle exclut strictement certaines pratiques, la sodomie et le sado-masochisme notamment. Malgré ces restrictions, Christy Canyon, l’une des actrices avec qui elle a tourné, n’hésite pas à dire d’elle :

« Cette fille en savait plus sur le sexe que toute l’industrie du porno réunie. »

En 1986, Traci Lords va avoir dix-huit ans et elle est riche de plusieurs millions de dollars[à vérifier], possède sa maison à Malibu et sa propre maison de production : la Traci Lords Company. Cette maison de production a produit un seul film, Traci, I Love You (Traci, je t'aime), en 1987 ; Traci Lords en possédait l'intégralité des droits. Tout s’effondre lorsque le FBI découvre sa minorité légale. Arrêtée puis relâchée sous caution, Traci Lords est obligée de confesser devant une Amérique ébahie que la plus célèbre actrice pornographique du moment était mineure. L'effet immédiat est l'interdiction à la vente et à la détention des films pornographiques qu'elle a tournés, car ils proviennent de l'exploitation sexuelle d'une enfant mineure (à l'exception de Traci, I love you), et de provoquer un véritable séisme dans toute l'industrie pornographique américaine.
Les poursuites judiciaires qui ont suivi à l'encontre des producteurs et distributeurs ont coûté des millions de dollars en rappel des vidéos et photos de charme publiées, tout cela afin d'éviter d'être accusés de pédopornographie. Toutefois, dans d'autres pays, le fait que le tournage de ces films serait interdit n'empêche pas leur vente (par exemple en France, où l'âge légal en matière de pornographie est également de 18 ans, même si la majorité sexuelle est de 15 ans). Dans son livre, Lords accuse les producteurs de films pornographiques d'hypocrisie, arguant du fait que de nombreuses personnes se sont enrichies grâce à la publicité faite autour du scandale, même si ce dernier a aussi coûté très cher à la suite de la destruction des produits incriminés. Lords pense également qu'elle a été exploitée par les médias qui se sont servis de certaines scènes censurées issues de ses films interdits pour faire leur publicité.
L'actrice elle-même n'a jamais été poursuivie pour crime car étant mineure, elle était considérée comme incapable de donner son consentement pour interpréter des actes sexuels dans des films afin de gagner de l'argent. Les agences et producteurs, qui ont accepté son mensonge concernant son identité, ont par contre été poursuivis pendant des années.
En 1987 sort Traci's Big Trick, une « biographie non autorisée » réalisée par Jane Waters avec la française Jacqueline Lorains dans le rôle de l'ex-star à l'origine du plus grand scandale dans l'histoire de l'industrie pornographique.
Comme la plupart des actrices de cette époque, Lords touche un salaire pour ses prestations dans les productions pornographiques sans percevoir de droits sur les films. D'après son livre autobiographique, elle a touché en tout un salaire de 35 000 $ incluant les 5 000 $ qu'elle a perçus du magazine Penthouse[à vérifier]. La plus grande partie de cet argent a été dépensée en loyers et drogues ainsi que dans l'achat d'une Chevrolet Corvette noire que son amant a accidentée par la suite.
Pour ses derniers films, elle crée, avec un de ses amants beaucoup plus âgé qu'elle, une compagnie de production au sein de laquelle il est le coproducteur et le réalisateur. Le salaire de Lords est moindre mais elle perçoit des droits sur ses films.
Une seule de ses productions, Traci, I Love You, a été tournée après qu'elle eut atteint l'âge de 18 ans. Elle est donc disponible aux États-Unis. Lords a cédé ses droits sur le film pour 100 000 $ après son arrestation. D'autres de ses films sont disponibles, en version coupée (sans les scènes de sexe impliquant Lords) ou retouchée (une autre actrice la remplace).
Une fois arrêtée, elle prétend n'avoir jamais été consciente de ses activités car elle était sous l'emprise de la drogue. Toutefois, ses proches de l'époque la trouvent trop intelligente et manipulatrice pour être victime d'une telle ignorance. Étant donné le bénéfice marketing du scandale obtenu sur la vente de son dernier film, ses anciens producteurs la soupçonnent même d'être à l'origine de la dénonciation.
Traci Lords tente ensuite une seconde carrière et prend des cours de comédie à cet effet. Elle décroche un premier rôle au cinéma dans un film de série B, Le Vampire de l'espace (1988), puis obtient le rôle de sa vie, celui de Wanda Woodward dans le film Cry-Baby de John Waters, aux côtés de Johnny Depp. Son visage orné d'une auréole apparaît sur la pochette du disque Disappearer du groupe de rock alternatif Sonic Youth.
Mais c’est la télévision qui la ramène véritablement sur le devant de la scène grâce à plusieurs séries : Melrose Place en 1995, où elle tient le rôle d'une psychopathe, Profiler en 1997, où elle incarne avec brio la némésis d'Ally Walker, et enfin First Wave en 2000 dans le rôle de Jordan Radcliffe.
Grâce à ces succès, elle participe à de grands talk-shows américains comme le célèbre Late night de Larry King. Dans le même temps, elle se lance dans le rock et la techno en 1995 avec l’album 1000 Fires (un classique pour les pionniers de la scène rave de Los Angeles) qui est un succès critique car jugé « l'un des albums Techno-dance-trip-hop les plus aboutis de son époque »[réf. nécessaire].
Elle s’est mariée depuis et vit à Los Angeles avec son mari. En octobre 2007, elle accouche de son premier enfant, Joseph Gunnar.

## Filmographie

### Films non pornographiques

#### Cinéma
- 1988 : Le Vampire de l'espace (Not of this Earth) de Jim Wynorski : Nadine Story
- 1990 : Cry-Baby de John Waters : Wanda Woodward
- 1991 : Shock 'Em Dead de Mark Freed : Lindsay Roberts (vidéo)
- 1991 : Meurtres sous tensions (Raw Nerve) de David A. Prior : Gina Clayton
- 1991 : A Time to Die de Charles T. Kanganis : Jackie Swanson
- 1992 : The Nutt House d'Adam Rifkin : Miss Tress
- 1993 : Skinner d'Ivan Nagy : Heidi
- 1994 : Serial Mother de John Waters : Le rendez-vous de Carl
- 1994 : Ice de Sean Dash : Ellen Reed
- 1995 : Programmé pour tuer (Virtuosity) de Brett Leonard : La chanteuse du Media Zone
- 1996 : Underworld de Roger Christian : Anna
- 1996 : Blood Money de John Sheppird : Wendy Monroe
- 1997 : Nowhere de Gregg Araki : la première fille à l'arrêt de bus
- 1998 : Extramarital de Yael Russcol : Elizabeth (vidéo)
- 1998 : Blade de Stephen Norrington : Racquel
- 2002 : Black Mask 2: City of Masks de Tsui Hark : Chameleon
- 2008 : Zack & Miri tournent un porno (Zack and Miri Make a Porno) de Kevin Smith : Bubbles
- 2012 : Excision de Richard Bates Jr : Phyllis

#### Télévision

##### Téléfilms
- 1994 : Dragstrip Girl de Mary Lambert : Blanche
- 1994 : Fausse identité (As Good as Dead) de Larry Cohen : Nicole Grace
- 2002 : Vengeance trompeuse (They Shoot Divas, Don't They?) de Jonathan Craven : Mira
- 2003 : Deathlands : Le Chemin du retour (Deathlands: Homeward Bound) de Joshua Butler : Lady Rachel Cawdor
- 2007 : Dangereuse Convoitise (Point of Entry) de Stephen Bridgewater : Brianna Fine
- 2016 : Une infirmière trop parfaite (Nightmare Nurse) de Craig Moss : Barb

##### Séries télévisées
- 1990 : MacGyver : Jenny (saison 6 épisode 8)
- 1989-1991 : Mariés, deux enfants (Married... with Children) : T.C. / Vanessa Van Pelt (saison 4 épisode 4 / saison 6 épisode 11)
- 1993 : Highlander : Greta (saison 2 épisode 4)
- 1993 : Les Tommyknockers (The Tommyknockers) : Nancy Voss
- 1993 : Les Contes de la crypte (Tales from the Crypt) : Emma Conway (saison 5 épisode 6)
- 1995 : Roseanne : Stacy Flagler (saison 7 épisodes 7, 17 & 18)
- 1995 : Melrose Place : Rikki Abbott (saison 3 épisodes 17 à 20)
- 1997-1998 : Profiler : Sharon Lesher / Jill of All Trades
- 1999 : Hercule : Luscious Deluxe (saison 6 épisode 5)
- 2000-2001 : First Wave : Jordan Radcliffe
- 2005 : Will et Grace (Will & Grace) : Rose (saison 8 épisode 7)
- 2013-2018 : EastSiders : Valerie (websérie)
- 2016-2018 : Swedish Dicks : Jane McKinney

#### Vidéos érotiques
- 1985 : Electric Blue 20
- 1985 : Electric Blue 21
- 1985 : Electric Blue 28

### Films pornographiques
- 1984 : What Gets Me Hot! (Qu'est-ce qui me met en chaleur ?) de Richard Mailer
- 1984 : Irrésistible sirène de Ned Morehead
- 1984 : Those Young Girls de Myles Kidder
- 1984 : The Sex Goddess de Roy Karch
- 1984 : Breaking it (La toute première fois) de David J. Frazer et Svetlana
- 1985 : Passion Pit (39°5 le soir) de Duck Dumont
- 1985 : Sister Dearest (Ma petite sœur chérie) de Jonathan Ross
- 1985 : Love Bites (Les morsures de l'amour) de Victor Nye
- 1985 : It's My Body (La rage de jouir) de Jérome Bronson
- 1985 : New Wave Hookers de Gregory Dark
- 1985 : Harlequin Affair de Bruce Seven
- 1985 : The Grafenberg Spot d'Artie Mitchell
- 1985 : Educating Mandy (L'initiation de Mandy) de Royce Shepard
- 1985 : Wild things (FBI Erotic city) d'Alex de Renzy
- 1987 : Traci, I love you (Traci, je t'aime) de Jean-Pierre Floran

## Distinctions
- U.S. Comedy Arts Festival 2001 : Lauréate du prix de la meilleure actrice dans une comédie romantique pour Chump Change (2000)
- Fright Meter Awards 2012 : Lauréate du prix de la meilleure actrice dans un second rôle pour Excision (2012)
- Fangoria Chainsaw Awards 2013 : Lauréate du prix de la meilleure actrice dans un second rôle pour Excision (2012)
- Indie Series Awards 2012 : Nommée au prix de la meilleure actrice dans une série dramatique pour EastSiders (2012-)

## Musique
Traci Lords a inspiré le monde du rock, puisqu'elle apparaît sur un titre du groupe punk new-yorkais Ramones (reprise de Somebody to Love de Jefferson Airplane sur l'album Acid Eaters). Elle chante également sur l'album Generation Terrorists du groupe anglais Manic Street Preachers. Son visage orné d'une auréole apparaît sur la pochette du disque Disappear de Sonic Youth.